# FEOR

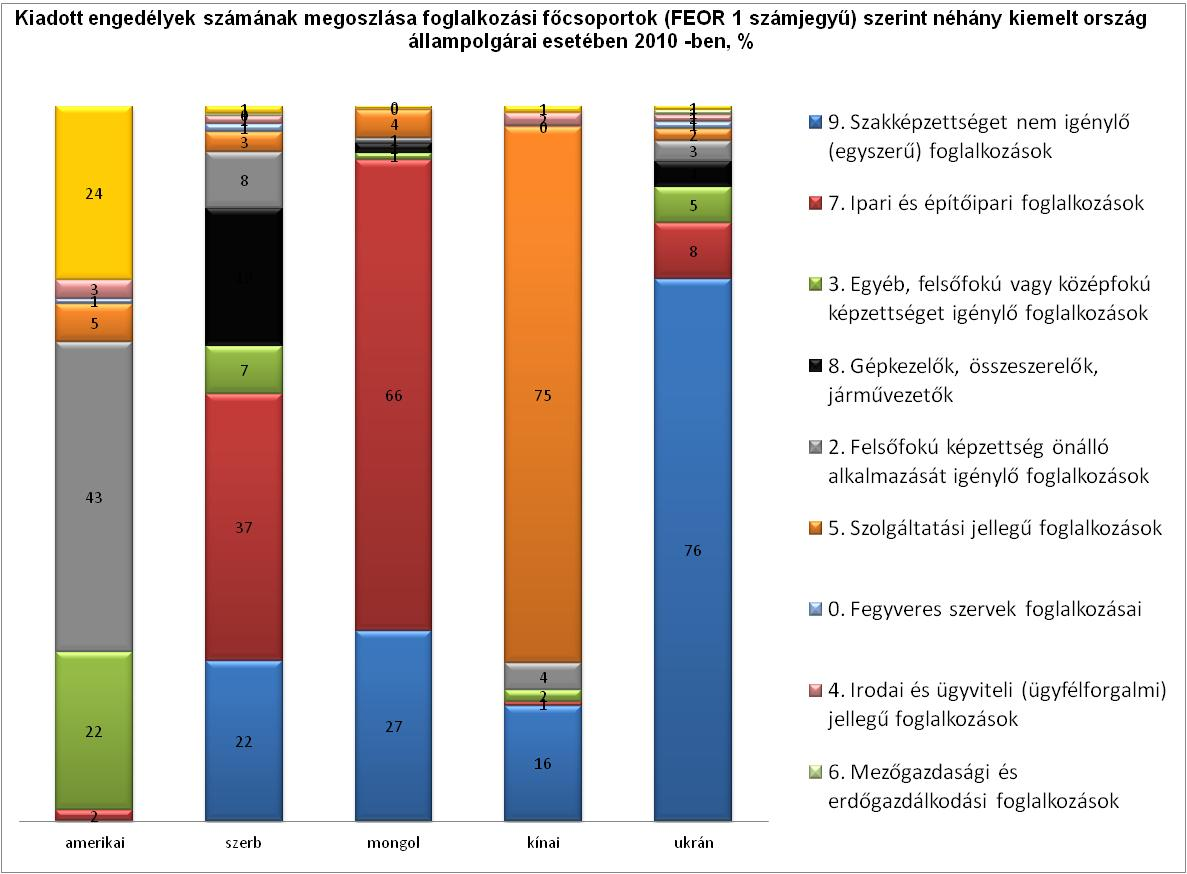
Harmadik országbeli állampolgároknak kiadott engedélyek számának megoszlása foglalkozási főcsoportok (FEOR1) szerint néhány kiemelt ország esetében 2010-ben

A FEOR magyar mozaikszó, a Foglalkozások Egységes Osztályozási Rendszere rövidítése.

## Jelentősége
- Statisztikai adatszolgáltatások segédlete.
- Munkaadók eligazodását segíti a felvett dolgozó képesítésének megfelelő besorolásába.
- Segíti a humánpolitikával foglalkozók munkáját.
- Vezetői segédlet munkaköri leírások elkészítéséhez.

## Története
"Magyarországon az 1970-es évek elején vetődött fel komoly formában egy egységes,
többoldalú alkalmazásra szolgáló foglalkozási jegyzék kidolgozásának igénye. Hosszas
előkészület után 1975-ben vezették be a foglalkozások egységes osztályozási rendszerét, a
köztudatba átment rövidített néven: a FEOR-t. Az akkor kialakított foglalkozási osztályozási
rendszer – az időközben végrehajtott részleges módosítások, kiegészítések mellett, melyek
közül az 1984. évi volt viszonylag a legjelentősebb – alapelveiben 1993-ig változatlan maradt.
A FEOR bevezetésének nagy előnye volt, hogy azok számára, akik munkájuk során
használták, sőt a szélesebb közvélemény számára is ismertté tette a foglalkozással kapcsolatos
fogalmakat, és foglalkozási besorolás szempontjából egységesebbé tette a munkaügyi,
statisztikai és igazgatási célra szolgáló nyilvántartásokat, adatszolgáltatásokat. Az
említettekből következik, hogy a FEOR alkalmazása már az eredeti célkitűzés szerint is
messze túlterjedt a statisztika körén."
"A foglalkozási osztályozás korszerűsített rendszere (továbbiakban: FEOR-93) alapelveiben, felépítésében követi az érvényes nemzetközi foglalkozási osztályozás, az ISCO-88 (Rev. 3.) rendszerét, amelynek egyik fő célja, hogy modellként szolgáljon a nemzeti foglalkozási osztályozások kialakításához. Ez azonban nem jelentheti, hogy az ISCO-88 helyettesíthetné a nemzeti foglalkozási osztályozást, minthogy az egyes országok foglalkozási osztályozásai csak a nemzeti munkaerőpiac szerkezetét tükrözhetik. Az ISCO-88 ajánlásainak alkalmazásával kapcsolatban az EUROSTAT külön tájékoztatót is kiadott: ISCO-88 (COM). Az ebben közölt módosítások és kiegészítések az Európai Közösség országaira vonatkoznak, de az összehasonlíthatóság javítása érdekében a térség más államaiban - közöttük Magyarországon - ugyancsak hasznosíthatók. 
A korszerűsített rendszer, vagyis a FEOR-93 - szakmai tárcaközi egyeztetés, tesztelés után - 1993. január 1. napjával lépett érvénybe azzal, hogy ezt követően egy évig még a korábbi rendszer is alkalmazható.  Az 1993. év tehát lényegében átmeneti szakaszt jelentett.
Az átmeneti év tapasztalataiból, majd az 1996. évben végrehajtott felülvizsgálatból eredő módosítások és kiegészítések az új osztályozási rendszer alapelveit, felépítését nem érintették és a statisztikai értékelés, valamint a nemzetközi összehasonlítás szempontjából lényeges főcsoportokat és csoportokat sem bontották meg. A besorolt foglalkozások száma az új besorolások és törlések egyenlegeként minimálisan változott. A felülvizsgált rendszer jelenleg 632 foglalkozást tartalmaz.
A KSH elnökének 9029/1993. (SK 1994. 1.) KSH számú közleménye értelmében az 1994. január 1-jei - kizárólagosan használatos - foglalkozási osztályozási rendszert 1997. január 1-jétől a 9006/1996. (SK 12.) közleményben előírt módosításokkal kell alkalmazni."
A rendszerváltozáskor bekövetkezett politikai, gazdasági, társadalmi változások hatására napirendre került a statisztikai, munkaügyi rendszerek megújításának igénye. Sürgetővé vált továbbá az is, hogy a magyar foglalkozási osztályozási rendszer jobban igazodjon a nemzetközi foglalkozási osztályozási rendszerhez (ISCO-88(en)(de) ). Többéves előkészület után a korszerűsített rendszer,  vagyis a FEOR-93  – széles körű szakmai tárcaközi egyeztetés, tesztelés után  – 1993. január 1-jén  oly módon  lépett  hatályba,  hogy ezt követően egy évig még a korábbi rendszer is alkalmazható volt. Az átmeneti év tapasztalatainak figyelembevételével – minimális változtatásokkal – 1994. január 1-jétől immár kizárólagosan megtörtént a bevezetése. A  FEOR-93 hasznosítását jelentős mértékben elősegítette, hogy rendelkezésre álltak az adott foglalkozások tartalmi leírásai és az ezt jellemző munkakörök megnevezései. (Ilyen jellegű összeállítás az 1975. évi FEOR esetében nem volt.) Ezután a FEOR-93 felülvizsgálata több szempontból is indokolttá vált: Több évvel ezelőtt megkezdődött az ISCO-88 felülvizsgálata, ez a munka 2008-ban befejeződött, és a felülvizsgált rendszert ISCO-08 néven bevezették. Az utolsó felülvizsgálat óta eltelt több mint tíz évben jelentős változások történtek a munka világában: új munkatevékenységek jöttek létre, egyes foglalkozások tartalma megváltozott, kiüresedett, a rendszerből való törlése vált indokolttá.
A foglalkozási nómenklatúrák megújítását mindig segítik az aktuális népszámlálások és egyéb lakossági felvételek, pl. a munkaerő-felmérés foglalkozási bejegyzésekkel kapcsolatos tapasztalatai, melyek széleskörűen hasznosíthatók a FEOR-93 felülvizsgálata során. A FEOR-93 felülvizsgálata kb. hároméves folyamat volt, melynek eredményeképpen – szakmai egyeztetés, tesztelés után  – 2010 áprilisában jelent meg a FEOR-08  KSH-elnöki közlemény formájában oly módon, hogy a hatályba lépés dátuma 2011. január 1. (A számozás általában az adott felülvizsgálat befejezésének évét jelöli. Az ISCO-88 és a FEOR-93 felülvizsgálata is 2008-ban döntő részben befejeződött, és ezért lett mindkét nómenklatúra számozása 08, a hatályba lépés dátuma azonban későbbi évekre tolódott.)

## A rendszer főbb jellemzői
"Az alábbiak szerint foglalhatók össze:
- négyszámjegyes decimális rendszer;

- tekintetbe veszi, hogy a piacgazdaságban a felhasználók köre a korábbinál sokkal bővebb, differenciáltabb, ezért lényegében a vállalható minimumot, a "közös nevezőt" alkotja;

- a rendszer jellege nyitott, vagyis lehetőséget biztosít  arra, hogy a felhasználók az ötödik, hatodik stb. számhelyen a saját igényeiknek megfelelő további bontásokkal egészítsék ki.

A négyszámjegyes decimális rendszeren belül az első számhely a foglalkozási főcsoportot, a második a foglalkozási csoportot, a harmadik a foglalkozási alcsoportot, a negyedik pedig magát a foglalkozást jelenti."

## FEOR-kategóriák
Az alábbi listában 10 főcsoport, 42 csoport, 115 alcsoport és 480 foglalkozás szerepel.

### 0. Főcsoport: Fegyveres szervek foglalkozásai
- 01. Csoport: Fegyveres szervek felsőfokú képesítést igénylő foglalkozásai
  - 011: Fegyveres szervek felsőfokú képesítést igénylő foglalkozásai
    - 0110: Fegyveres szervek felsőfokú képesítést igénylő foglalkozásai
- 02. Csoport: Fegyveres szervek középfokú képesítést igénylő foglalkozásai
  - 021: Fegyveres szervek középfokú képesítést igénylő foglalkozásai
    - 0210: Fegyveres szervek középfokú képesítést igénylő foglalkozásai
- 03. Csoport: Fegyveres szervek középfokú képesítést nem igénylő foglalkozásai
  - 031: Fegyveres szervek középfokú képesítést nem igénylő foglalkozásai
    - 0310: Fegyveres szervek középfokú képesítést nem igénylő foglalkozásai

### 1. Főcsoport: Gazdasági, igazgatási, érdekképviseleti vezetők, törvényhozók
- 11. Csoport: Törvényhozók, igazgatási, érdekképviseleti vezetők
  - 111: Törvényhozók, miniszterek, államtitkárok
    - 1110: Törvényhozó, miniszter, államtitkár

  - 112: Országos és területi közigazgatás, igazságszolgáltatás vezetői
    - 1121: Országos és területi közigazgatás, igazságszolgáltatás vezetője
    - 1122: Helyi önkormányzat választott vezetője
    - 1123: Helyi önkormányzat kinevezett vezetője

  - 113: Országos és területi társadalmi (érdekképviseleti), és egyéb szervezetek vezetői
    - 1131: Társadalmi (érdekképviseleti) és egyéb szervezet vezetője
    - 1132: Egyházi vezető
- 12. Csoport: Gazdasági, költségvetési szervezetek vezetői
  - 121: Gazdasági, költségvetési szervezetek vezetői
    - 1210: Gazdasági, költségvetési szervezet vezetője (igazgató, elnök, ügyvezető igazgató)
- 13. Csoport: Termelési és szolgáltatást nyújtó egységek vezetői
  - 131: Termelési egységek vezetői
    - 1311: Mezőgazdasági, erdészeti, halászati és vadászati tevékenységet folytató egység vezetője
    - 1312: Ipari tevékenységet folytató egység vezetője
    - 1313: Építőipari tevékenységet folytató egység vezetője

  - 132: Szolgáltatást nyújtó egységek vezetői
    - 1321: Szállítási, logisztikai és raktározási tevékenységet folytató egység vezetője
    - 1322: Informatikai és telekommunikációs tevékenységet folytató egység vezetője
    - 1323: Pénzintézeti tevékenységet folytató egység vezetője
    - 1324: Szociális tevékenységet folytató egység vezetője
    - 1325: Gyermekgondozási tevékenységet folytató egység vezetője
    - 1326: Idősgondozási tevékenységet folytató egység vezetője
    - 1327: Egészségügyi tevékenységet folytató egység vezetője
    - 1328: Oktatási-nevelési tevékenységet folytató egység vezetője
    - 1329: Egyéb szolgáltatást nyújtó egység vezetője

  - 133: Kereskedelmi, vendéglátó és hasonló szolgáltatási tevékenységet folytató egységek vezetői
    - 1331: Szálláshely-szolgáltatási tevékenységet folytató egység vezetője
    - 1332: Vendéglátó tevékenységet folytató egység vezetője
    - 1333: Kereskedelmi tevékenységet folytató egység vezetője
    - 1334: Üzleti szolgáltatási tevékenységet folytató egység vezetője
    - 1335: Kulturális tevékenységet folytató egység vezetője
    - 1336: Sport- és rekreációs tevékenységet folytató egység vezetője
    - 1339: Egyéb kereskedelmi, vendéglátó és hasonló szolgáltatási tevékenységet folytató egység vezetője
- 14. Csoport: Gazdasági tevékenységet segítő egységek vezetői
  - 141: Gazdasági tevékenységet segítő egységek vezetői
    - 1411: Számviteli és pénzügyi tevékenységet folytató egység vezetője
    - 1412: Személyzeti vezető, humánpolitikai egység vezetője
    - 1413: Kutatási és fejlesztési tevékenységet folytató egység vezetője
    - 1414: Vállalati stratégiatervezési egység vezetője
    - 1415: Értékesítési és marketingtevékenységet folytató egység vezetője
    - 1416: Reklám-, PR- és egyéb kommunikációs tevékenységet folytató egység vezetője
    - 1419: Egyéb gazdasági tevékenységet segítő egység vezetője

### 2. Főcsoport: Felsőfokú képzettség önálló alkalmazását igénylő foglalkozások
- 21. Csoport: Műszaki, informatikai és természettudományi foglalkozások
  - 211: Ipari, építőipari mérnökök
    - 2111: Bányamérnök
    - 2112: Kohó- és anyagmérnök
    - 2113: Élelmiszeripari mérnök
    - 2114: Fa- és könnyűipari mérnök
    - 2115: Építészmérnök
    - 2116: Építőmérnök
    - 2117: Vegyészmérnök
    - 2118: Gépészmérnök

  - 212: Elektromérnökök
    - 2121: Villamosmérnök (energetikai mérnök)
    - 2122: Villamosmérnök (elektronikai mérnök)
    - 2123: Telekommunikációs mérnök

  - 213: Egyéb mérnökök
    - 2131: Mezőgazdasági mérnök
    - 2132: Erdő- és természetvédelmi mérnök
    - 2133: Táj- és kertépítészmérnök
    - 2134: Település- és közlekedéstervező mérnök
    - 2135: Földmérő és térinformatikus
    - 2136: Grafikus és multimédia-tervező
    - 2137: Minőségbiztosítási mérnök
    - 2139: Egyéb, máshova nem sorolható mérnök

  - 214: Szoftver- és alkalmazásfejlesztők, -elemzők
    - 2141: Rendszerelemző (informatikai)
    - 2142: Szoftverfejlesztő
    - 2143: Hálózat- és multimédia-fejlesztő
    - 2144: Alkalmazásprogramozó
    - 2149: Egyéb szoftver- és alkalmazásfejlesztő, -elemző

  - 215: Adatbázis- és hálózati elemzők, üzemeltetők
    - 2151: Adatbázis-tervező és -üzemeltető
    - 2152: Rendszergazda
    - 2153: Számítógép-hálózati elemző, üzemeltető
    - 2159: Egyéb adatbázis- és hálózati elemző, üzemeltető

  - 216: Természettudományi foglalkozások
    - 2161: Fizikus
    - 2162: Csillagász
    - 2163: Meteorológus
    - 2164: Kémikus
    - 2165: Geológus
    - 2166: Matematikus
    - 2167: Biológus, botanikus, zoológus és rokon foglalkozású
    - 2168: Környezetfelmérő, -tanácsadó
    - 2169: Egyéb természettudományi foglalkozású
- 22. Csoport: Egészségügyi foglalkozások (felsőfokú képzéshez kapcsolódó)
  - 221: Orvosi, gyógyszerészi foglalkozások
    - 2211: Általános orvos
    - 2212: Szakorvos
    - 2213: Fogorvos, fogszakorvos
    - 2214: Gyógyszerész, szakgyógyszerész

  - 222: Humán-egészségügyi (társ)foglalkozások
    - 2221: Környezet- és foglalkozás-egészségügyi foglalkozású
    - 2222: Optometrista
    - 2223: Dietetikus és táplálkozási tanácsadó
    - 2224: Gyógytornász
    - 2225: Védőnő
    - 2226: Mentőtiszt
    - 2227: Hallás- és beszédterapeuta
    - 2228: Alternatív gyógymódot alkalmazó
    - 2229: Egyéb humán-egészségügyi (társ)foglalkozású

  - 223: Ápoló, szülész(nő) (felsőfokú képzettséghez kapcsolódó)
    - 2231: Ápoló (felsőfokú képzettséghez kapcsolódó)
    - 2232: Szülész(nő) (felsőfokú képzettséghez kapcsolódó)

  - 224: Állat- és növény-egészségügyi foglalkozások
    - 2241: Állatorvos
    - 2242: Növényorvos (növényvédelmi szakértő)
- 23. Csoport: Szociális szolgáltatási foglalkozások (felsőfokú képzettséghez kapcsolódó)
  - 231: Szociális szolgáltatási foglalkozások
    - 2311: Szociálpolitikus
    - 2312: Szociális munkás és tanácsadó
- 24. Csoport: Oktatók, pedagógusok
  - 241: Felsőoktatási intézményi oktatók, tanárok
    - 2410: Egyetemi, főiskolai oktató, tanár

  - 242: Középfokú nevelési-oktatási intézményi oktatók, tanárok
    - 2421: Középiskolai tanár
    - 2422: Középfokú nevelési-oktatási intézményi szakoktató, gyakorlati oktató

  - 243: Óvodai és alapfokú nevelési-oktatási intézményi tanárok, oktatók, nevelők
    - 2431: Általános iskolai tanár, tanító
    - 2432: Csecsemő- és kisgyermeknevelő, óvodapedagógus

  - 244: Speciális oktatók, nevelők
    - 2441: Gyógypedagógus
    - 2442: Konduktor

  - 249: Egyéb szakképzett oktatók, nevelők
    - 2491: Pedagógiai szakértő, szaktanácsadó
    - 2492: Nyelvtanár (iskolarendszeren kívül)
    - 2493: Zenetanár (iskolarendszeren kívül)
    - 2494: Egyéb művészetek tanára (iskolarendszeren kívül)
    - 2495: Informatikatanár (iskolarendszeren kívül)
    - 2499: Egyéb szakképzett oktató, nevelő
- 25. Csoport: Gazdálkodási jellegű foglalkozások
  - 251: Pénzügyi és számviteli foglalkozások
    - 2511: Pénzügyi elemző és befektetési tanácsadó
    - 2512: Adótanácsadó, adószakértő
    - 2513: Könyvvizsgáló, könyvelő, könyvszakértő
    - 2514: Kontroller

  - 252: Szervezetirányítási, üzletpolitikai foglalkozások
    - 2521: Szervezetirányítási elemző, szervező
    - 2522: Üzletpolitikai elemző, szervező
    - 2523: Személyzeti és pályaválasztási szakértő
    - 2524: Képzési és személyzetfejlesztési szakértő

  - 253: Kereskedelmi és marketingfoglalkozások
    - 2531: Piackutató, reklám- és marketingtevékenységet tervező, szervező
    - 2532: PR-tevékenységet tervező, szervező
    - 2533: Kereskedelmi tervező, szervező
    - 2534: Informatikai és telekommunikációs technológiai termékek értékesítését tervező, szervező
- 26. Csoport: Jogi és társadalomtudományi foglalkozások
  - 261: Jogi foglalkozások
    - 2611: Jogász, jogtanácsos
    - 2612: Ügyész
    - 2613: Bíró
    - 2614: Közjegyző
    - 2615: Ügyvéd
    - 2619: Egyéb jogi foglalkozású

  - 262: Társadalomtudományi foglalkozások
    - 2621: Filozófus, politológus
    - 2622: Történész, régész
    - 2623: Néprajzkutató
    - 2624: Elemző közgazdász
    - 2625: Statisztikus
    - 2626: Szociológus, demográfus
    - 2627: Nyelvész, fordító, tolmács
    - 2628: Pszichológus
    - 2629: Egyéb társadalomtudományi foglalkozású
- 27. Csoport: Kulturális, sport-, művészeti és vallási foglalkozások (felsőfokú képzettséghez kapcsolódó)
  - 271: Kulturális és sportfoglalkozások (felsőfokú képzettséghez kapcsolódó)
    - 2711: Könyvtáros, informatikus könyvtáros
    - 2712: Levéltáros
    - 2713: Muzeológus, múzeumi gyűjteménygondnok
    - 2714: Kulturális szervező
    - 2715: Könyv- és lapkiadó szerkesztője
    - 2716: Újságíró, rádióműsor-, televízióműsor-szerkesztő
    - 2717: Szakképzett edző, sportszervező, -irányító
    - 2719: Egyéb kulturális és sportfoglalkozású (felsőfokú képzettséghez kapcsolódó)

  - 272: Alkotó- és előadó-művészi foglalkozások (felsőfokú képzettséghez kapcsolódó)
    - 2721: Író (újságíró nélkül)
    - 2722: Képzőművész
    - 2723: Iparművész, gyártmány- és ruhatervező
    - 2724: Zeneszerző, zenész, énekes
    - 2725: Rendező, operatőr
    - 2726: Színész, bábművész
    - 2727: Táncművész, koreográfus
    - 2728: Cirkuszi- és hasonló előadóművész
    - 2729: Egyéb alkotó- és előadó-művészi foglalkozású (felsőfokú képzettséghez kapcsolódó)

  - 273: Vallási foglalkozások (felsőfokú képzettséghez kapcsolódó)
    - 2730: Pap (lelkész), egyházi foglalkozású
- 29. Csoport: Egyéb magasan képzett ügyintézők
  - 291: Egyéb magasan képzett ügyintézők
    - 2910: Egyéb magasan képzett ügyintéző

### 3. Főcsoport: Egyéb felsőfokú vagy középfokú képzettséget igénylő foglalkozások
- 31. Csoport: Technikusok és hasonló műszaki foglalkozások
  - 311: Ipari, építőipari technikusok
    - 3111: Bányászati technikus
    - 3112: Kohó- és anyagmérnök
    - 3113: Élelmiszeripari technikus
    - 3114: Fa- és könnyűipari technikus
    - 3115: Vegyésztechnikus
    - 3116: Gépésztechnikus
    - 3117: Építő- és építésztechnikus

  - 312: Elektrotechnikusok
    - 3121: Villamosipari technikus (energetikai technikus)
    - 3122: Villamosipari technikus (elektronikai technikus)

  - 313: Egyéb technikusok
    - 3131: Mezőgazdasági technikus
    - 3132: Erdő- és természetvédelmi technikus
    - 3133: Földmérő és térinformatikai technikus
    - 3134: Környezetvédelmi technikus
    - 3135: Minőségbiztosítási technikus
    - 3136: Műszaki rajzoló, szerkesztő
    - 3139: Egyéb, máshova nem sorolható technikus

  - 314: Számítástechnikai (informatikai) és kommunikációs foglalkozások
    - 3141: Informatikai és kommunikációs rendszereket kezelő technikus
    - 3142: Informatikai és kommunikációs rendszerek felhasználóit támogató technikus
    - 3143: Számítógéphálózat- és rendszertechnikus
    - 3144: Webrendszer- (hálózati) technikus
    - 3145: Műsorszóró és audiovizuális technikus
    - 3146: Telekommunikációs technikus

  - 315: Folyamatirányítók (berendezések vezérlői)
    - 3151: Energetikai (erőművi) berendezés vezérlője
    - 3152: Égető-, víz- és csatornaművi berendezés vezérlője
    - 3153: Vegyipari alapanyag-feldolgozó berendezés vezérlője
    - 3154: Kőolaj- és földgázfinomító berendezés vezérlője
    - 3155: Fémgyártási berendezés vezérlője
    - 3159: Egyéb folyamatirányító berendezés vezérlője

  - 316: Üzemfenntartási foglalkozások
    - 3161: Munka- és termelésszervező
    - 3162: Energetikus
    - 3163: Munkavédelmi és üzembiztonsági foglalkozású

  - 317: Üzemfenntartási foglalkozások
    - 3171: Tengeri és belvízi hajóparancsnok, fedélzeti tiszt
    - 3172: Légijármű-vezető, hajózómérnök
    - 3173: Légiforgalmi irányító
    - 3174: Légiforgalmi irányítástechnikai berendezések üzemeltetője

  - 318: Egyéb műszaki foglalkozások
    - 3181: Egyéb műszaki foglalkozású
- 32. Csoport: Szakmai irányítók, felügyelők
  - 321: Ipari, építőipari szakmai irányítók, felügyelők
    - 3211: Bányászati szakmai irányító, felügyelő
    - 3212: Feldolgozóipari szakmai irányító, felügyelő
    - 3213: Építőipari szakmai irányító, felügyelő

  - 322: Egyéb szakmai irányítók, felügyelők
    - 3221: Irodai szakmai irányító, felügyelő
    - 3222: Konyhafőnök, séf
- 33. Csoport: Egészségügyi foglalkozások
  - 331: Ápolási és szülészeti kapcsolódó foglalkozások
    - 3311: Ápoló, szakápoló
    - 3312: Szülész(nő)i tevékenység segítője
    - 3313: Építőipari szakmai irányító, felügyelő

  - 332: Egészségügyi asszisztensek
    - 3321: Általános egészségügyi asszisztens
    - 3322: Egészségügyi dokumentátor
    - 3323: Orvosi képalkotó diagnosztikai és terápiás berendezések kezelője
    - 3324: Orvosi laboratóriumi asszisztens
    - 3325: Fogászati asszisztens
    - 3326: Gyógyszertári és gyógyszerellátási asszisztens
    - 3327: Alternatív gyógymódok alkalmazásának segítője

  - 333: Humánegészségügyhöz kapcsolódó foglalkozások
    - 3331: Környezet- és foglalkozás-egészségügyi kiegészítő foglalkozású
    - 3332: Fizioterápiás asszisztens, masszőr
    - 3333: Fogtechnikus
    - 3334: Ortopédiai eszközkészítő
    - 3335: Látszerész
    - 3339: Egyéb, humánegészségügyhöz kapcsolódó foglalkozású

  - 334: Állat- és növényegészségügyhöz kapcsolódó foglalkozások
    - 3341: Állatorvosi asszisztens
    - 3342: Növényorvosi (növényvédelmi) asszisztens
- 34. Csoport: Oktatási asszisztensek
  - 341: Oktatási asszisztensek
    - 3410: Oktatási asszisztens
- 35. Csoport: Szociális gondozási és munkaerő-piaci szolgáltatási foglalkozások
  - 351: Szociális foglalkozások
    - 3511: Szociális segítő
    - 3512: Hivatásos nevelőszülő, főállású anya
    - 3513: Szociális gondozó, szakgondozó
    - 3514: Jelnyelvi tolmács
    - 3515: Ifjúságsegítő

  - 352: Munkaerő-piaci szolgáltatási ügyintézők
    - 3520: Munkaerő-piaci szolgáltatási ügyintéző
- 36. Csoport: Üzleti jellegű szolgáltatások ügyintézői, hatósági ügyintézők, ügynökök
  - 361: Pénzügyi, gazdasági ügyintézők
    - 3611: Pénzügyi ügyintéző (a pénzintézeti ügyintéző kivételével)
    - 3612: Pénzintézeti ügyintéző
    - 3613: Tőzsde- és pénzügyi ügynök, bróker
    - 3614: Számviteli ügyintéző
    - 3615: Statisztikai ügyintéző
    - 3616: Értékbecslő, kárbecslő, kárszakértő

  - 362: Kereskedelmi és értékesítési ügyintézők, ügynökök
    - 3621: Biztosítási ügynök, ügyintéző
    - 3622: Kereskedelmi ügyintéző
    - 3623: Anyaggazdálkodó, felvásárló
    - 3624: Ügynök (a biztosítási ügynök kivételével)

  - 363: Egyéb üzleti jellegű szolgáltatások ügyintézői
    - 2631: Konferencia- és rendezvényszervező
    - 2632: Marketing- és PR-ügyintéző
    - 2633: Ingatlanügynök, ingatlanforgalmazási ügyintéző
    - 2639: Egyéb, máshova nem sorolható üzleti jellegű szolgáltatás ügyintézője

  - 364: Igazgatási és jogi asszisztensek
    - 2641: Személyi asszisztens
    - 2642: Jogi asszisztens
    - 2649: Egyéb igazgatási és jogi asszisztens

  - 365: Hatósági ügyintézők
    - 2651: Vám- és pénzügyőr
    - 2652: Adó- és illetékhivatali ügyintéző
    - 2653: Társadalombiztosítási és segélyezési hatósági ügyintéző
    - 2654: Hatósági engedélyek kiadásával foglalkozó ügyintéző
    - 2655: Nyomozó
    - 2656: Végrehajtó, adósságbehajtó
    - 2659: Egyéb hatósági ügyintéző
- 37. Csoport: Művészeti, kulturális, sport- és vallási foglalkozások
  - 371: Művészeti és kulturális foglalkozások
    - 3711: Segédszínész, statiszta
    - 3712: Segédrendező
    - 3713: Fényképész
    - 3714: Díszletező, díszítő
    - 3715: Kiegészítő filmgyártási és színházi foglalkozású
    - 3716: Lakberendező, dekoratőr
    - 3717: Kulturális intézményi szaktechnikus
    - 3719: Egyéb művészeti és kulturális foglalkozású

  - 372: Sport- és szabadidős foglalkozások
    - 3721: Sportoló
    - 3722: Fitnesz- és rekreációs program irányítója

  - 373: Egyéb vallási foglalkozások
    - 3730: Egyéb vallási foglalkozású
- 39. Csoport: Egyéb ügyintézők
  - 391: Egyéb ügyintézők
    - 3910: Egyéb ügyintéző

### 4. Főcsoport: Irodai és ügyviteli (ügyfélkapcsolati) foglalkozások
- 41. Csoport: Irodai, ügyviteli foglalkozások
  - 411: Általános irodai, ügyviteli foglalkozások
    - 4111: Titkár(nő)
    - 4112: Általános irodai adminisztrátor
    - 4113: Gépíró, szövegszerkesztő
    - 4114: Adatrögzítő, kódoló

  - 412: Számviteli foglalkozások
    - 4121: Könyvelő (analitikus)
    - 4122: Bérelszámoló
    - 4123: Pénzügyi, statisztikai, biztosítási adminisztrátor
    - 4129: Egyéb számviteli foglalkozású

  - 419: Egyéb irodai, ügyviteli foglalkozások
    - 4190: Egyéb, máshova nem sorolható irodai, ügyviteli foglalkozású
- 42. Csoport: Ügyfélkapcsolati foglalkozások
  - 421: Pénzkezelők, pénzintézeti pénztárosok
    - 4211: Banki pénztáros
    - 4212: Szerencsejáték-szervező
    - 4213: Zálogházi ügyintéző és pénzkölcsönző

  - 422: Ügyfélkapcsolati foglalkozások
    - 4221: Utazásszervező, tanácsadó
    - 4222: Recepciós
    - 4223: Szállodai recepciós
    - 4224: Ügyfél- (vevő)tájékoztató
    - 4225: Ügyfélszolgálati központ tájékoztatója
    - 4226: Lakossági kérdező, összeíró
    - 4227: Postai ügyfélkapcsolati foglalkozású
    - 4229: Egyéb ügyfélkapcsolati foglalkozású

### 5. Főcsoport: Kereskedelmi és szolgáltatási foglalkozások
- 51. Csoport: Kereskedelmi és vendéglátó-ipari foglalkozások
  - 511: Kereskedelmi foglalkozások
    - 5111: Kereskedő
    - 5112: Vezető eladó
    - 5113: Bolti eladó
    - 5114: Kölcsönző
    - 5115: Piaci, utcai árus
    - 5116: Piaci, utcai étel- és italárus
    - 5117: Bolti pénztáros, jegypénztáros

  - 512: Egyéb kereskedelmi foglalkozások
    - 5121: Üzemanyagtöltő állomás kezelője
    - 5122: Áru- és divatbemutató
    - 5123: Telefonos (multimédiás) értékesítési ügynök
    - 5129: Egyéb, máshova nem sorolható kereskedelmi foglalkozású

  - 513: Vendéglátó-ipari foglalkozások
    - 5131: Vendéglős
    - 5132: Pincér
    - 5133: Pultos
    - 5134: Szakács
    - 5135: Cukrász
- 52. Csoport: Szolgáltatási foglalkozások
  - 521: Személyi szolgáltatási foglalkozások
    - 5211: Fodrász
    - 5212: Kozmetikus
    - 5213: Manikűrös, pedikűrös
    - 5219: Egyéb személyi szolgáltatási foglalkozású

  - 522: Személygondozási foglalkozások
    - 5221: Gyermekfelügyelő, dajka
    - 5222: Segédápoló, műtőssegéd
    - 5223: Házi gondozó
    - 5229: Egyéb személygondozási foglalkozású

  - 523: Utaskísérők, jegykezelők
    - 5231: Kalauz, menetjegyellenőr
    - 5232: Utaskísérő (repülőn, hajón)
    - 5233: Idegenvezető

  - 524: Épületfenntartási foglalkozások
    - 5241: Vezető takarító
    - 5242: Házvezető
    - 5243: Épületgondnok

  - 525: Személy- és vagyonvédelmi foglalkozások
    - 5251: Rendőr
    - 5252: Tűzoltó
    - 5253: Büntetés-végrehajtási őr
    - 5254: Vagyonőr, testőr
    - 5255: Természetvédelmi őr
    - 5256: Közterület-felügyelő
    - 5259: Egyéb személy- és vagyonvédelmi foglalkozású

  - 529: Egyéb szolgáltatási foglalkozások
    - 5291: Járművezető-oktató
    - 5292: Hobbiállat-gondozó, -kozmetikus
    - 5293: Temetkezési foglalkozású
    - 5299: Egyéb, máshova nem sorolható szolgáltatási foglalkozású

### 6. Főcsoport: Mezőgazdasági és erdőgazdálkodási foglalkozások
- 61. Csoport: Mezőgazdasági foglalkozások
  - 611: Növénytermesztési foglalkozások
    - 6111: Szántóföldinövény-termesztő
    - 6112: Bionövény-termesztő
    - 6113: Zöldségtermesztő
    - 6114: Szőlő-, gyümölcstermesztő
    - 6115: Dísznövény-, virág- és faiskolai kertész, csemetenevelő
    - 6116: Gyógynövénytermesztő
    - 6119: Egyéb növénytermesztési foglalkozású

  - 612: Állattenyésztési és állatgondozási foglalkozások
    - 6121: Szarvasmarha-, ló-, sertés-, juhtartó és -tenyésztő
    - 6122: Baromfitartó és -tenyésztő
    - 6123: Méhész
    - 6124: Kisállattartó és –tenyésztő

  - 613: Vegyes profilú gazdálkodók
    - 6130: Vegyes profilú gazdálkodó
- 62. Csoport: Erdőgazdálkodási, vadgazdálkodási és halászati foglalkozások
  - 621: Erdőgazdálkodási foglalkozások
    - 6211: Erdészeti foglalkozású
    - 6212: Fakitermelő (favágó)

  - 622: Vadgazdálkodási foglalkozások
    - 6220: Vadgazdálkodási foglalkozású

  - 623: Halászati foglalkozások
    - 6230: Halászati foglalkozású

### 7. Főcsoport: Ipari és építőipari foglalkozások
- 71. Csoport: Élelmiszeripari foglalkozások
  - 711: Élelmiszergyártók, -feldolgozók és -tartósítók
    - 7111: Húsfeldolgozó
    - 7112: Gyümölcs- és zöldségfeldolgozó, -tartósító
    - 7113: Tejfeldolgozó, tejtermékgyártó
    - 7114: Pék, édesiparitermék-gyártó
    - 7115: Borász és egyéb szeszesital-gyártó, szikvízkészítő
- 72. Csoport: Könnyűipari foglalkozások
  - 721: Ruha- és bőripari foglalkozások
    - 7211: Szabásminta-készítő
    - 7212: Szabó, varró
    - 7213: Kalapos, kesztyűs
    - 7214: Szűcs, szőrmefestő
    - 7215: Tímár
    - 7216: Bőrdíszműves, bőröndös, bőrtermékkészítő, -javító
    - 7217: Cipész, cipőkészítő, -javító

  - 722: Faipari foglalkozások
    - 7221: Famegmunkáló
    - 7222: Faesztergályos
    - 7223: Bútorasztalos
    - 7224: Kárpitos
    - 7225: Kádár, bognár

  - 723: Nyomdaipari foglalkozások
    - 7231: Nyomdai előkészítő
    - 7232: Nyomdász, nyomdai gépmester
    - 7233: Könyvkötő
- 73. Csoport: Fém- és villamosipari foglalkozások
  - 731: Kohászati foglalkozások
    - 7310: Fémöntőminta-készítő

  - 732: Fémmegmunkálók
    - 7321: Lakatos
    - 7322: Szerszámkészítő
    - 7323: Forgácsoló
    - 7324: Fémcsiszoló, köszörűs, szerszámköszörűs
    - 7325: Hegesztő, lángvágó
    - 7326: Kovács
    - 7327: Festékszóró, fényező
    - 7328: Fém- és egyéb tartószerkezet-szerelő

  - 733: Gépek, berendezések karbantartói, javítói
    - 7331: Gépjármű- és motorkarbantartó, -javító
    - 7332: Repülőgépmotor-karbantartó, -javító
    - 7333: Mezőgazdasági és ipari gép (motor) karbantartója, javítója
    - 7334: Mechanikaigép-karbantartó, -javító (műszerész)
    - 7335: Kerékpár-karbantartó, -javító

  - 734: Villamossági berendezések műszerészei, szerelői
    - 7341: Villamos gépek és készülékek műszerésze, javítója
    - 7342: Informatikai és telekommunikációs berendezések műszerésze, javítója
    - 7343: Elektromoshálózat-szerelő, -javító
- 74. Csoport: Kézműipari foglalkozások
  - 741: Kézműipari foglalkozások
    - 7411: Címfestő
    - 7412: Ékszerkészítő, ötvös, drágakőcsiszoló
    - 7413: Keramikus
    - 7414: Üveggyártó
    - 7415: Hangszerkészítő
    - 7416: Szőr- és tollfeldolgozó
    - 7417: Nád- és fűzfeldolgozó, seprű-, kefegyártó
    - 7418: Textilműves, hímző, csipkeverő
    - 7419: Egyéb kézműipari foglalkozású

  - 742: Finommechanikai műszerészek
    - 7420: Finommechanikai műszerész
- 75. Csoport: Építőipari foglalkozások
  - 751: Építőmesteri foglalkozások
    - 7511: Kőműves
    - 7512: Gipszkartonozó, stukkózó
    - 7513: Ács
    - 7514: Épületasztalos
    - 7515: Építményszerkezet-szerelő
    - 7519: Egyéb építőmesteri foglalkozású

  - 752: Építési, szerelési foglalkozások
    - 7521: Vezeték- és csőhálózat-szerelő (víz, gáz, fűtés)
    - 7522: Szellőző-, hűtő- és klimatizálóberendezés-szerelő
    - 7523: Felvonószerelő
    - 7524: Épületvillamossági szerelő, villanyszerelő
    - 7529: Egyéb építési, szerelési foglalkozású

  - 753: Építési szakipari foglalkozások
    - 7531: Szigetelő
    - 7532: Tetőfedő
    - 7533: Épület-, építménybádogos
    - 7534: Burkoló
    - 7535: Festő és mázoló
    - 7536: Kőfaragó, műköves
    - 7537: Kályha- és kandallóépítő
    - 7538: Üvegező
    - 7539: Egyéb építési szakipari foglalkozású
- 79. Csoport: Egyéb ipari és építőipari foglalkozások
  - 791: Egyéb ipari és építőipari foglalkozások
    - 7911: Ipari búvár
    - 7912: Ipari alpinista
    - 7913: Robbantómester
    - 7914: Kártevőirtó, gyomirtó
    - 7915: Kéményseprő, épületszerkezet-tisztító
    - 7919: Egyéb, máshova nem sorolható ipari és építőipari foglalkozású

### 8. Főcsoport: Gépkezelők, összeszerelők, járművezetők
- 81. Csoport: Feldolgozóipari gépek kezelői
  - 811: Élelmiszer-, ital-, dohánygyártó gépek kezelői
    - 8111: Élelmiszer-, italgyártó gép kezelője
    - 8112: Dohánygyártó gép kezelője

  - 812: Könnyűipari gépek kezelői és gyártósor mellett dolgozók
    - 8121: Textilipari gép kezelője és gyártósor mellett dolgozó
    - 8122: Ruházati gép kezelője és gyártósor mellett dolgozó
    - 8123: Bőrkikészítő és -feldolgozó gép kezelője és gyártósor mellett dolgozó
    - 8124: Cipőgyártó gép kezelője és gyártósor mellett dolgozó
    - 8125: Fafeldolgozó gép kezelője és gyártósor mellett dolgozó
    - 8126: Papír- és cellulóztermék-gyártó gép kezelője és gyártósor mellett dolgozó

  - 813: Vegyipari alapanyagot és terméket gyártók, gépkezelők
    - 8131: Kőolaj- és földgázfeldolgozó gép kezelője
    - 8132: Vegyi alapanyagot és terméket gyártó gép kezelője
    - 8133: Gyógyszergyártó gép kezelője
    - 8134: Műtrágya- és növényvédőszer-gyártó gép kezelője
    - 8135: Műanyagtermék-gyártó gép kezelője
    - 8136: Gumitermékgyártó gép kezelője
    - 8137: Fotó- és mozgófilmlaboráns

  - 814: Alapanyaggyártó gépek kezelői
    - 8141: Kerámiaipari terméket gyártó gép kezelője
    - 8142: Üveget és üvegterméket gyártó gép kezelője
    - 8143: Cement-, kő- és egyéb ásványianyag-feldolgozó gép kezelője
    - 8144: Papíripari alapanyagot gyártó gép kezelője

  - 815: Fémfeldolgozó és -megmunkáló gépek kezelői
    - 8151: Fémfeldolgozó gép kezelője
    - 8152: Fémmegmunkáló, felületkezelő gép kezelője

  - 819: Egyéb feldolgozóipari gépek kezelői
    - 8190: Egyéb, máshova nem sorolható feldolgozóipari gép kezelője
- 82. Csoport: Összeszerelők
  - 821: Összeszerelők
    - 8211: Mechanikaigép-összeszerelő
    - 8212: Villamosberendezés-összeszerelő
    - 8219: Egyéb termék-összeszerelő
- 83. Csoport: Helyhez kötött gépek kezelői
  - 831: Bányászati gépek kezelői
    - 8311: Szilárdásvány-kitermelő gép kezelője (szén, kő)
    - 8312: Kútfúró, mélyfúró gép kezelője (kőolaj, földgáz, víz)

  - 832: Egyéb, helyhez kötött gépek kezelői
    - 8321: Energetikai gép kezelője
    - 8322: Vízgazdálkodási gép kezelője
    - 8323: Kazángépkezelő
    - 8324: Sugármentesítő gép, berendezés kezelője
    - 8325: Csomagoló-, palackozó- és címkézőgép kezelője
    - 8326: Mozigépész, vetítőgépész
    - 8327: Mosodai gép kezelője
    - 8329: Egyéb, máshova nem sorolható, helyhez kötött gép kezelője
- 84. Csoport: Járművezetők és mobil gépek kezelői
  - 841: Járművezetők és kapcsolódó foglalkozások
    - 8411: Mozdonyvezető
    - 8412: Vasútijármű-vezetéshez kapcsolódó foglalkozású
    - 8413: Villamosvezető
    - 8414: Metróvezető
    - 8415: Trolibuszvezető
    - 8416: Személygépkocsi-vezető
    - 8417: Tehergépkocsi-vezető, kamionsofőr
    - 8418: Autóbuszvezető
    - 8419: Egyéb járművezető és kapcsolódó foglalkozású

  - 842: Mobil gépek kezelői
    - 8421: Mezőgazdasági, erdőgazdasági, növényvédő gép kezelője
    - 8422: Földmunkagép és hasonló könnyű- és nehézgép kezelője
    - 8423: Köztisztasági, településtisztasági gép kezelője
    - 8424: Daru, felvonó és hasonló anyagmozgató gép kezelője
    - 8425: Targoncavezető

  - 843: Hajózási foglalkozások
    - 8430: Hajószemélyzet, kormányos, matróz

### 9. Főcsoport: Szakképzettséget nem igénylő (egyszerű) foglalkozások
- 91. Csoport: Takarítók és hasonló jellegű egyszerű foglalkozások
  - 911: Takarítók és kisegítők
    - 9111: Háztartási takarító és kisegítő
    - 9112: Intézményi takarító és kisegítő
    - 9113: Kézi mosó, vasaló
    - 9114: Járműtakarító
    - 9115: Ablaktisztító
    - 9119: Egyéb takarító és kisegítő
- 92. Csoport: Egyszerű szolgáltatási, szállítási és hasonló foglalkozások
  - 921: Szemétgyűjtők és hasonló foglalkozások
    - 9211: Szemétgyűjtő, utcaseprő
    - 9212: Hulladékosztályozó

  - 922: Szállítási foglalkozások és rakodók
    - 9221: Pedálos vagy kézi hajtású gépek vezetője
    - 9222: Állati erővel vont jármű hajtója
    - 9223: Rakodómunkás
    - 9224: Pultfeltöltő, árufeltöltő
    - 9225: Kézi csomagoló

  - 923: Egyéb egyszerű szolgáltatási és szállítási foglalkozások
    - 9231: Portás, telepőr, egyszerű őr
    - 9232: Mérőóra-leolvasó és hasonló egyszerű foglalkozású
    - 9233: Hivatalsegéd, kézbesítő
    - 9234: Hordár, csomagkihordó
    - 9235: Gyorséttermi eladó
    - 9236: Konyhai kisegítő
    - 9237: Háztartási alkalmazott
    - 9238: Parkolóőr
    - 8239: Egyéb, máshova nem sorolható egyszerű szolgáltatási és szállítási foglalkozású
- 93. Csoport: Egyszerű ipari, építőipari, mezőgazdasági foglalkozások
  - 931: Egyszerű ipari foglalkozások
    - 9310: Egyszerű ipari foglalkozású

  - 932: Egyszerű építőipari foglalkozások
    - 9321: Kubikos
    - 9329: Egyéb egyszerű építőipari foglalkozású

  - 933: Egyszerű mezőgazdasági, erdészeti, vadászati és halászati foglalkozások
    - 9331: Egyszerű mezőgazdasági foglalkozású
    - 9332: Egyszerű erdészeti, vadászati és halászati foglalkozású

## Lásd még
- Magyarországi foglalkozások listája
- A magyar felnőttképzés rendszere